# Franz Joseph von Remchingen
Franz Joseph Eustach Freiherr von Remchingen (* 17. Oktober 1684 in Pfaffenhausen; † 20. Januar 1752 in Marktoberdorf) war Generalfeldwachtmeister des schwäbischen Reichskreises, General Chef der württembergischen Armee und württembergischer Oberhofmeister, später Augsburgischer Pfleger und Geheimrat.

## Leben
Von Remchingen entstammte der katholischen Linie Apfeltrang der Herren von Remchingen. Seine Eltern waren Franz Carl von Remchingen, Pfleger und Rat des Hochstifts Augsburg, und dessen erste Ehefrau Maria Franziska von Westernach. Er war mit Maria Magdalena von Enzberg verheiratet. Das Paar hatte einen Sohn: Joseph Anton, einen Malteserritter.
Franz Joseph von Remchingen begann seine Karriere im kaiserlichen Militärdienst und erreichte den Rang eines Generalfeldwachtmeisters. 1735 wurde er General Chef der württembergischen Armee und im Jahr darauf Oberhofmeister der Kinder des württembergischen Herzogs Karl Alexander. Nach dessen Tod 1737 wurde von Remchingen wegen Verrats verhaftet, konnte aber fliehen. 1742 betraute ihn das Bistum Augsburg mit dem Pflegamt in Marktoberdorf und verlieh ihm den Titel Geheimrat.
Sein Wesen wurde wie folgt beschrieben: „… Generalwachtmeister Franz Joseph von Remchingen, ein erfahrener und dem Herzoge treuergebener Soldat, aber aufbrausend und gewaltthätig, prahlerisch und unbesonnen in seinen Reden.“

## Verhaftung und Prozess
Der katholische Herzog Karl Alexander stand im Konflikt mit der mehrheitlich protestantischen Elite Württembergs. Er wollte seine absolutistische Machtposition ausbauen sowie eine Gleichstellung der Katholiken mit den Protestanten erreichen. Von Remchingen sollte diese Pläne notfalls mit militärischer Gewalt durchsetzen. Dazu kam es nicht mehr, sondern lediglich zu heftigen Verbalattacken von Remchingens gegen die protestantische Opposition. Am 12. März 1737 starb der Herzog unerwartet und zwei Tage später übernahm sein Onkel Carl Rudolf als Regent für den minderjährigen Thronfolger die Regierungsgeschäfte. Armeechef von Remchingen verweigerte ihm allerdings die Gefolgschaft und wurde verhaftet.
Während von Remchingen noch auf der Festung Hohenasperg auf seinen Prozess wartete, wurde der kurz vor ihm verhaftete Joseph Süß Oppenheimer bereits hingerichtet. Im November 1738 entließ man von Remchingen gegen eidliches Ehrenwort nicht zu fliehen in den Hausarrest nach Ludwigsburg. Im September 1739 flüchtete er von dort zum Kaiser nach Wien, von wo aus er mehrere Schriften gegen die württembergische Regierung in Druck gab, die von dieser auch erwidert wurden. Im Oktober 1739 begann schließlich der Prozess gegen ihn in Abwesenheit, der in lebenslanger Verbannung aus Württemberg und einer Geldstrafe endete.